# Wayne Gallman
Wayne Gallman, född 1 oktober 1994 i Loganville i Georgia, är en amerikansk utövare av amerikansk fotboll. Han har spelat i NFL, nämligen 2017–2020 för New York Giants samt 2021 för Atlanta Falcons och Minnesota Vikings.
Gallman spelade collegefotboll vid Clemson University. Han draftades 2017 i fjärde omgången av New York Giants.